# Hartmann II de Liechtenstein
Hartmann II de Liechtenstein (1544-1585) fut, de 1562 à sa mort, seigneur du Liechtenstein et de Feldsberg.

## Naissance
Fils de George Hartmann de Liechtenstein et de Suzanne de Liechtenstein, il nait le 6 mai 1544 à Valtice. Il sera l'ainé de ses cinq frères et deux sœurs :
- Sebastian de Liechtenstein 1545-1574 Marié en 1571 avec Amalia de Puchheim
- Georg Erasmus de Liechtenstein 1547-1591
- Anna Susanne de Liechtenstein 1549-1596 Mariée le 1er février 1568 (jeudi) avec Bernhard zu Hardegg, Graf de Hardegg 1545-1584
- Heinrich de Liechtenstein 1554-1585
- Judith de Liechtenstein 1557-1581 Mariée en 1579 avec Helmhard Jörger zu Tollett 1530-1594
- Johann Septimus de Liechtenstein 1558-1595 Marié le 11 décembre 1590 (mardi) avec Anna Maria Ludmilla zu Salm 1568-1596
- Friedrich Albrecht de Liechtenstein 1561-1585

## Descendance
Il épouse le 28 octobre 1568 Anna Maria d'Ortenburg dont il aura cinq enfants:
- Charles Ier de Liechtenstein, seigneur puis prince de Liechtenstein 1569-1627  Marié en 1593 avec Anna Marie Alzbeta z Boskovic 1577-1625
- Katharina de Liechtenstein 1572-1643 Mariée avec Wolfgang Wilhelm de Volkenstorff
- Maria Judith de Liechtenstein 1575-1621 Mariée en 1595 avec Johannes Joachim de Zinzendorf und Pottendorf 1570-1626
- Maximilian I de Liechtenstein 1578-1643 Marié avec Catarina de Czernahora de Boskowicz †1637
- Gundakar de Liechtenstein 1580-1658 Marié le 29 février 1604 (dimanche) avec Agnes de Ostfriesland 1584-1616 Gundakar de Liechtenstein 1580-1658 Marié le 23 avril 1618 (lundi) avec Elżbieta Lukrecja de Silésie 1599-1653

## Décès
Il décède le 5 octobre 1585 à Lednice.

## Sources
- Jiří Louda et Michael Maclagan Les dynasties d'Europe, Bordas 1995,  (ISBN 2-04-027115-5).
- Anthony Stokvis, Manuel d'histoire, de généalogie et de chronologie de tous les États du globe, depuis les temps les plus reculés jusqu'à nos jours, préf. H. F. Wijnman, éditions Brill Leyde 1889, réédition, 1966, vol. II, chap. VI « Généalogie de la maison de Liechtenstein »  tableau généalogique no 18.